# Tremithoúsa
Tremithoúsa är en ort i Cypern.   Den ligger i distriktet Eparchía Páfou, i den västra delen av landet, 90 km väster om huvudstaden Nicosia. Tremithoúsa ligger 346 meter över havet och antalet invånare är 566. Den ligger på ön Cypern.
Terrängen runt Tremithoúsa är kuperad åt nordost, men åt sydväst är den platt. Närmaste större samhälle är Pafos, 5,1 km söder om Tremithoúsa. Trakten runt Tremithoúsa är i huvudsak tätbebyggd.